# Károly Fülöp svéd királyi herceg
Károly Fülöp svéd királyi herceg, Värmland hercege (teljes nevén Carl Philip Edmund Bertil, Stockholm, 1979. május 13.) XVI. Károly Gusztáv és Szilvia királyné második gyermeke. 1979-ben Svédország trónörököse, azaz az első helyen állt a svéd trónöröklési rendben, 1980-tól 2012-ig a svéd korona várományosa, azaz a második helyen állt a nővére után a svéd trónöröklési rendben. Jelenleg a negyedik a svéd trónöröklési sorban a nővére, Viktória és annak két gyermeke, Esztella és Oszkár mögött.

## Élete

Királyi Monogramja

Két testvére van, Viktória és Madeleine.
Haditengerészeti kiképzést kapott, és 2004-ben fregatthadnagy lett. 2006-ban fejezett be egy kétéves grafikai tervezés képzést. Rhode Islanden lakberendezést tanult. Jelenleg Svédországban mezőgazdaságtant hallgat.

## Házassága, gyermekei
2014. június 27-én jelentették be Károly Fülöp svéd királyi herceg, Värmland hercegének és Sofia Hellqvist korábbi glamour modell és valóságshow szereplőnek az eljegyzését. Az esküvőt 2015. június 13-án tartották Stockholmban. Az esküvő után XVI. Károly Gusztáv svéd király hercegnői rangra emelte a menyasszonyt. Így a megszólítása Zsófia hercegnő, Värmland hercegnéje lett. 2016. április 19-én megszületett első fia, Sándor, Södermanland hercege majd 2017. augusztus 31-én  második fiuk Gábor, Dalarna hercege, 2021-ben harmadik fiuk, Julian, 2025-ben lányuk, Inez Västerbotten hercegnője.

### Külső hivatkozások
- Profil Archiválva 2009. augusztus 26-i dátummal a Wayback Machine-ben, svéd királyi család (svéd, angol)

| Előző Bernadotte Bertil | Svédország trónörököse 1979 – 1979 | Következő Bernadotte Viktória |

| Előző Bernadotte Bertil | A svéd korona várományosa 1980 – 2012 | Következő Bernadotte-Westling Esztella |